# Тревиоло
Тревиоло (итал. Treviolo) је насеље у Италији у округу Бергамо, региону Ломбардија.
Према процени из 2011. у насељу је живело 9266 становника. Насеље се налази на надморској висини од 226 м.

## Становништво
Према резултатима пописа становништва 2011. у општини је живело 10.302 становника.
| 1931. | 1936. | 1951. | 1961. | 1971. | 1981. | 1991. | 2001. | 2011.  |
| ----- | ----- | ----- | ----- | ----- | ----- | ----- | ----- | ------ |
| 3.551 | 3.743 | 4.570 | 4.618 | 5.872 | 6.697 | 7.752 | 8.618 | 10.302 |

## Партнерски градови
- Borgo a Mozzano, Gmina Łęczna